# Мурашка (село)
Мура́шка (укр. Мурашка) — село в Барском районе Винницкой области Украины.
Код КОАТУУ — 0520283406. Население по переписи 2001 года составляет 38 человек. Почтовый индекс — 23050. Телефонный код — 4341.
Занимает площадь 2,46 км².

## Адрес местного совета
23050, Винницкая область, Барский р-н, с. Матейки, ул. Ленина, 4